# SIG SSG 2000狙擊步槍
SIG SSG 2000是一款由SIG Arms（Swiss Arms）在1960年設計及制造的旋轉後拉式槍機狙擊步槍，在歐洲、亞洲及美国的執法部門比較常見。
SSG解為「精確射手步槍」（德語：Scharf Schutzen Gewehr）。

## 歷史及設計
SSG 2000由Sauer 80/90靶槍衍生而成，採用旋轉後拉式槍機系統，裝有兩段扳機，重槍管及槍口消焰制退器，木製槍托，槍托上的貼腮托板高低調。
SSG 2000沒有機械瞄具，而是以施密特-本德爾X1.5-6×42或蔡司Diatal ZA 8×56T光学瞄準鏡作預設瞄準具。
SSG 2000在1989年開始由瑞士SIG Arms現稱（Swiss Arms）和德國西格&紹爾（Sauer & Sohn）共同生產，裝備多個國家警隊，包括瑞士、阿根廷、英國、約旦、馬來西亞、中華民國、香港警務處特別任務連及其他國家。

## 使用者
- 阿根廷
- 德国[2]
- 香港
  - 香港警務處特別任務連
- 匈牙利
- 约旦
- 马来西亚
- 中華民國
  - 各地方警察局霹靂小組
  - 內政部警政署維安特勤隊
  - 刑事警察局除暴特勤隊
  - 中華民國海軍陸戰隊特勤隊
- 西班牙
  - 西班牙國家警察（英语：National Police Corps）特別行動組（英语：Grupo Especial de Operaciones）
- 瑞士
- 英国

## 外部連結
- （英文）—SIG Arms官方主頁
- （英文）—Modern Firearms—SIG-Sauer SSG 2000
- （中文）—槍炮世界—SIG SAUER SSG2000（页面存档备份，存于）